# Pasawioops
Pasawioops is een geslacht van uitgestorven dissorofoïde temnospondyle Batrachomorpha (basale 'amfibieën') uit het Vroeg-Perm binnen de clade Amphibamiformes.

## Onderzoeksgeschiedenis
Pasawioops werd voor het eerst beschreven vanuit spleetvullingen uit het Vroeg-Perm nabij Richards Spur in Comanche County.
De typesoort Pasawioops mayi is benoemd in 2008. De geslachtsnaam is afgeleid van het Comanche Pasawi'oo, 'kikker' en combineert dit met het Oudgrieks oops, 'gezicht'. De soortaanduiding eert William May die het onderzoek van de vindplaats organiseerde.
Het geslacht is bekend van drie schedels uit deze vindplaats. Het holotype OMNH 73019 is een complete schedel (gedeponeerd in het Sam Noble Oklahoma Museum of Natural History [OMNH]), terwijl de toegewezen exemplaren veel grotere maar meer onvolledige gedeeltelijke schedels zijn (een bij de OMNH, specimen OMNH 73509, en de andere in het Field Museum, specimen FMNH PR 3027). Het taxon is ook bekend van een exemplaar, schedel MCZ 1415, uit het Vroeg-Perm van Texas (gedeponeerd in het Museum of Comparative Zoology), dat eerder ten onrechte werd geïdentificeerd als een exemplaar van Tersomius texensis.

## Anatomie
Pasawioops heeft een relatief lange en slanke schedel voor een amphibamiform, met het achterste schedeldak niet verkort zoals in meer afgeleide taxa. Een tandendragende kam wordt gevonden langs het dolkvormig uitsteeksel van het parasfenoïde en de pterygoïde draagt twee tandrichels. De tanden van Pasawioops hebben één knobbel en zijn naar achteren gekromd. In tegenstelling tot sommige afgeleide amfibamiformen zoals Gerobatrachus, zijn de tanden niet gesteeld (met een onverharde tussenschijf) of smal aan de basis.

## Verwantschappen
Het is al lang bekend dat Pasawioops nauw verwant is aan Micropholis uit Zuid-Afrika en Tersomius uit Noord-Amerika. Deze clade werd geformaliseerd door Schoch (2018) als de familie Micropholidae.